# یانگ جیایو
یانگ جیایو (چینی ساده: 杨家玉; زادهٔ ۱۸ فوریه ۱۹۹۶) ورزشکار پیاده‌روی سرعت
و قهرمان المپیک اهل چین است. او در مسابقات ۱۰ کیلومتر و ۲۰ کیلومتر پیاده‌روی سرعت زنان تخصص دارد و رکورد جهانی ۲۰ کیلومتر پیاده‌روی سرعت زنان را در اختیار دارد. در بازی‌های المپیک تابستانی ۲۰۲۴، یانگ برندهٔ مدال طلای ۲۰ کیلومتر پیاده‌روی شد. او همچنین در مسابقات جهانی دو و میدانی ۲۰۱۷ در رشتهٔ ۲۰ کیلومتر پیاده‌روی، قهرمان شده است.

## زندگی‌نامه
در مه ۲۰۱۴، یانگ جیایو در جام جهانی ۲۰۱۴ در رشتهٔ ۱۰ کیلومتر پیاده‌روی رقابت کرد که به جایگاه دوم با زمان ۴۳:۳۷ رسید.
در ۱۳ اوت ۲۰۱۷، یانگ برندهٔ مسابقات جهانی دو و میدانی ۲۰۱۷ در رشتهٔ ۲۰ کیلومتر پیاده‌روی سرعت با بهترین رکورد شخصی ۱:۲۶:۱۸ پیش از لوپیتا گونزالس و آنتونلا پالمیسانو شد. هم‌وطن او لو شیوژی، که در فاصلهٔ ۲۰ متری قرار داشت، از کسب مدال برنز جا ماند.
در سال ۲۰۱۹، یانگ در رویداد ۲۰ کیلومتر پیاده‌روی زنان در مسابقات جهانی دو و میدانی ۲۰۱۹ که در دوحه، قطر برگزار شد، رقابت کرد. او پس از دریافت چهارمین کارت قرمز، از مسابقه محروم شد.
در سال ۲۰۲۱، یانگ رکورد جدیدی در ۲۰ کیلومتر پیاده‌روی سرعت زنان با زمان ۱:۲۳:۴۹ در مسابقات قهرمانی پیاده‌روی سرعت چین در هوانگ‌شان، کسب کرد.
در بازی‌های المپیک تابستانی ۲۰۲۴، یانگ برندهٔ مدال طلا در رویداد ۲۰ کیلومتر پیاده‌روی سرعت شد.